# Черемха-Весь
Черемха-Весь (пол. Czeremcha-Wieś) — деревня в Хайнувском повете Подляского воеводства Польши. Входит в состав гмины Черемха. По данным переписи 2011 года, в деревне проживало 302 человека.

## География
Деревня расположена на северо-востоке Польши, вблизи государственной границы с Белоруссией, в верховьях реки Нурчик, к западу от реки Нужец, на расстоянии приблизительно 29 километров к юго-западу от города Хайнувка, административного центра повета. Абсолютная высота — 178 метров над уровнем моря. Через Черемху-Весь проходит национальная автодорога 66.

## История
Согласно «Указателю населенным местностям Гродненской губернии, с относящимися к ним необходимыми сведениями», в 1905 году в деревне Черемха проживало 754 человека. В административном отношении село входило в состав Дубяжинской волости Бельского уезда (3-го стана).
Согласно переписи 1921 года, в деревне проживало 390 человек (193 мужчины и 197 женщин) в 126 домах. Большинство жителей были белорусами, православного вероисповедания.
В период с 1975 по 1998 годы Черемха-Весь являлась частью Белостокского воеводства.

## Достопримечательности
- Православная церковь св. Косьмы и Демиана, 1797 г.